# USS Richard S. Edwards (DD-950)
USS Richard S. Edwards (DD-950) là một tàu khu trục lớp Forrest Sherman từng hoạt động cùng Hải quân Hoa Kỳ trong giai đoạn Chiến tranh Lạnh. Nó là chiếc tàu chiến duy nhất của Hải quân Hoa Kỳ được đặt cái tên này, theo tên Đô đốc Richard Stanislaus Edwards (1885–1956), Phó tư lệnh Hạm đội Hoa Kỳ trong Chiến tranh Thế giới thứ hai và từng được tặng thưởng Huân chương Chữ thập Hải quân. Nó đã dành hầu hết quãng đời hoạt động để phục vụ tại khu vực Thái Bình Dương và Viễn Đông, từng tham gia cuộc Chiến tranh Việt Nam, cho đến khi được cho xuất biên chế vào năm 1982. Con tàu cuối cùng bị đánh chìm như mục tiêu ngoài khơi Kauai, Hawaii vào năm 1997. Richard S. Edwards được tặng thưởng sáu Ngôi sao Chiến trận do thành tích hoạt động tại Việt Nam.

## Thiết kế và chế tạo
Khi đưa vào hoạt động, lớp Forrest Sherman là những tàu khu trục Hoa Kỳ lớn nhất từng được chế tạo, dài 418 foot (127 m) và trọng lượng choán nước tiêu chuẩn 2.800 tấn (2.800 tấn Anh). Nguyên được thiết kế theo dự án SCB 85, chúng được trang bị ba pháo 5 inch (127 mm)/54 caliber trên ba tháp pháo đơn (một phía mũi, hai phía đuôi tàu), bốn pháo phòng không 3 inch (76 mm)/50 caliber trên hai tháp pháo đôi, cùng súng cối Hedgehog và ngư lôi chống ngầm.
Richard S. Edwards được đặt lườn tại xưởng tàu của hãng Puget Sound Bridge and Dredging Company ở Seattle, Washington vào ngày 20 tháng 12, 1956. Nó được hạ thủy vào ngày 24 tháng 9, 1957, được đỡ đầu bởi bà W. B. Franke, và nhập biên chế cùng Hải quân Hoa Kỳ vào ngày 5 tháng 2, 1959 dưới quyền chỉ huy của Hạm trưởng, Trung tá Hải quân Richard R. Law.

## Lịch sử hoạt động
Sau khi hoàn tất việc trang bị vào năm 1959, Richard S. Edward lên đường cho chuyến đi chạy thử máy huấn luyện đến các vùng biển Mazatlán, Mexico; vùng kênh đào Panama; và Valparaíso, Chile. Trên đường quay trở về từ Valparaíso, nó gặp sự cố rò rỉ nghiêm trọng trên ba trong số bốn nồi hơi, và quay trở về Seattle chỉ với một trục chân vịt hoạt động. Sau đó con tàu được phái sang hoạt động cùng Đệ Thất hạm đội tại khu vực Tây Thái Bình Dương, và đã tham gia vào hoạt động tuần tra tại eo biển Đài Loan trước khi quay trở về vùng bờ Tây vào ngày 13 tháng 5, 1960. Sang ngày 11 tháng 8, 1960, đang khi được tiếp nhiên liệu từ Bennington (CV-20), nó lại mắc tai nạn va chạm với chiếc tàu sân bay, bị hư hại nặng nhưng may mắn không có thương vong, và phải đi đến Xưởng hải quân Long Beach, California để sửa chữa trước khi quay trở về cảng nhà San Diego, California. Nó hoạt động huấn luyện vào bảo trì tại chỗ cho đến tháng 2, 1961, khi lại được biệt phái sang Viễn Đông để hoạt động cùng Đệ Thất hạm đội. Con tàu tuần tra tại khu vực biển Đông trước khi quay trở về San Diego vào ngày 14 tháng 9.
Richard S. Edwards lên đường vào ngày 13 tháng 11, 1962 cho lượt phục vụ thứ ba cùng Đệ Thất hạm đội tại khu vực Tây Thái Bình Dương; nó quay trở về Hoa Kỳ vào tháng 6, 1963, tiếp nối các hoạt động huấn luyện và bảo trì tại chỗ từ cảng nhà. Trong lượt phục vụ thứ tư cùng Đệ Thất hạm đội tại Viễn Đông, kéo dài từ tháng 8, 1964 đến tháng 1, 1965, trong một chuyến trinh sát, nó có thể đã đụng độ với các tàu phóng lôi của Bắc Việt Nam. Vào ngày 11 tháng 9, hơn một tháng sau sau khi xảy ra Sự kiện Vịnh Bắc Bộ, một kế hoạch tuần tra tình báo tín hiệu trong khuôn khổ Chiến dịch Tuần tra DESOTO lại được Cơ quan An ninh Quốc gia tổ chức, và được các tàu khu trục Richard S. Edwards và Morton (DD-948) tiến hành vào các ngày 17 và 18 tháng 9.
Sau khi quay trở về từ Viễn Đông, Richard S. Edwards lại hoạt động huấn luyện và bảo trì thường lệ dọc theo vùng bờ Tây cho đến khi được phái sang khu vực Tây Thái Bình Dương từ ngày 1 tháng 3 đến ngày 26 tháng 8, 1966. Trong khuôn khổ cuộc Chiến tranh Việt Nam nó đã bắn hải pháo hỗ trợ cho lực lượng trên bộ và phục vụ hộ tống cho các tàu sân bay trong vịnh Bắc Bộ. Sang năm 1967, con tàu lại hoạt động tại vùng bờ Tây trước khi đi sang Viễn Đông vào tháng 8. Nó đi đến ngoài khơi Đà Nẵng, Nam Việt Nam vào ngày 3 tháng 11, và tham gia tác chiến cho đến khi quay trở về San Diego vào ngày 12 tháng 3, 1968. Lượt phục vụ tiếp theo trong cuộc xung đột khởi đầu vào cuối tháng 1, 1969, và kết thúc khi nó quay trở về San Diego vào ngày 13 tháng 8, 1969.
Đi đến Xưởng hải quân Long Beach, California, Richard S Edwards tạm thời được cho xuất biên chế từ ngày 27 tháng 2, 1970 đến ngày 15 tháng 1, 1971 để được nâng cấp năng lực chống ngầm. Nó nằm trong tám tàu khu trục lớp Forrest Sherman được chọn để cải biến, thay thế một tháp pháo 5-inch Mark 42 bằng một dàn ống phóng tên lửa chống ngầm RUR-5 ASROC, và trang bị các hệ thống sonar thay đổi độ sâu SQS-35 VDS và SQS-23. Sau khi hoàn tất nó chuyển cảng nhà đến Trân Châu Cảng vào ngày 4 tháng 3, 1971 và hoạt động huấn luyện tại chỗ cho đến tháng 4, 1972.
Nhận mệnh lệnh điều động khẩn cấp trong vòng 72 giờ, Richard S Edwards rời Trân Châu Cảng vào ngày 10 tháng 4, 1972 để đi sang Viễn Đông và tham gia tác chiến tại Việt Nam. Nó đã bắn phá xuống khu vực Hải Phòng vào ngày 9 tháng 5, mở đầu cho Chiến dịch Pocket Money rải thủy lôi phong tỏa cảng này. Con tàu đã ở lại khu vực Đông Nam Á, phục vụ bắn phá tại tuyến đầu hay tháp tùng để bảo vệ hay canh phòng máy bay cho các tàu sân bay cho đến tháng 11. Nó quay trở về Trân Châu Cảng vào ngày 10 tháng 11, và tiếp tục hoạt động từ căn cứ này cho đến khi được cho xuất biên chế vào ngày 15 tháng 12, 1982.
Richard S Edwards được rút tên khỏi danh sách Đăng bạ Hải quân vào ngày 7 tháng 2, 1990, và bị đánh chìm như một mục tiêu ngoài khơi Kauai vào ngày 10 tháng 4, 1997hoặc 12 tháng 5, 1997, tại tọa độ 22°38′54″B 160°57′29″T / 22,64833°B 160,95806°T.